# Matthias Andreas Bauck
Matthias Andreas Bauck (* 27. Mai 1765 in Hamburg; † 6. April 1835 in Lübeck) war ein deutscher Musikpädagoge und Kirchenmusiker.

## Leben und Wirken
Bauck kam um 1785 nach Lübeck um Schüler des Marienorganisten Johann Wilhelm Cornelius von Königslöw zu werden. Er verdiente seinen Lebensunterhalt zunächst als Brauer und Klavierlehrer. Er wurde 1800 Organist an der Reformierten Kirche, die sich damals noch vor dem Holstentor in Lübeck-St. Lorenz befand, wo die Gemeinde 1799 unter Pastor Johannes Geibel eine erste Orgel erstanden hatte. 1802 wurde er als Nachfolger des verstorbenen Johann Georg Witthauer Organist und Werkmeister der Jakobikirche.
Über Jahre galt er als der Einzige, der in Lübeck Musiktheorie und Kontrapunkt unterrichtete, und erwarb sich dadurch eine große Zahl an Schülerinnen und Schülern. Er verfasste mehrere musikalische Lehrbücher und gab 1821 das Choralbuch zur Neuauflage des Lübeckischen Gesangbuchs von 1790 heraus.

## Werke
- Zeit und Ewigkeit. Kantate, aufgeführt als Teil der Lübecker Abendmusiken 1795[3]
- Musikalisches Andenken. Hamburg 1798
- Händels Halleluja für die Orgel, nebst einer dreistimmigen Fuge. Hamburg 1799
- Anleitung zur Kenntniss der Harmonie in Fragen und Antworten, als Handbuch für Lehrer und Lernende. 1814, 2 Leipzig: Rein 1818
- Lübeckisches Choral-Melodien-Buch. Lübeck: Rohden 1821, 21826

Digitalisat, der Erstauflage, Exemplar der Bayerischen Staatsbibliothek